# Luther Dixon
Luther Dixon, född 7 augusti 1931 i Jacksonville, Florida, död 22 oktober 2009 i Jacksonville, Florida, var en amerikansk låtskrivare, sångare och musikproducent. Hans sånger har spelats in av artister och musiker som Elvis Presley, The Beatles, The Jackson 5, B.B. King, Jerry Lee Lewis, Dusty Springfield, Jimmy Reed och många fler.